# Ireneo Vinciguerra (1920-2002)
Ireneo Vinciguerra (Ariano di Puglia, 12 novembre 1920 – Civitanova Marche, 27 agosto 2002) è stato un politico e medico italiano.

## Biografia
Nato ad Ariano di Puglia il 12 novembre 1920, conseguì la laurea in medicina all'Università degli Studi di Genova il 25 luglio 1946. A partire dal 1952 visse stabilmente a Macerata, lavorando come medico di base e nell'ambito sportivo. Ottenne la specializzazione in oncologia a Pavia nel 1963 e due anni dopo quella in anatomia patologica all'Università di Parma, contestualmente all'abilitazione presso la Federazione Medico Sportiva Italiana. Tra i vari incarichi professionali ricoperti, si ricordano quelli di direttore del Laboratorio di igiene e profilassi della provincia di Macerata e del Laboratorio di analisi dell'Istituto nazionale per l'assicurazione contro le malattie di Macerata.
Dal settembre 1975 al giugno 1980 fu sindaco di Macerata.
Molto attivo nell'ambito del volontariato e dell'associazionismo cittadino, fu presidente provinciale della Federazione Medico Sportiva Italiana, fondatore dell'AIDO di Macerata, promotore della sezione locale ADMO, responsabile regionale dei "treni bianchi" per UNITALSI, presidente della Croce Verde, ma soprattutto esponente di rilievo dell'AVIS, organizzazione alla quale fu molto legato in qualità di presidente provinciale di Macerata, presidente regionale per le Marche e membro del consiglio nazionale.
Morì a Civitanova Marche il 27 agosto 2002. Nel novembre 2012 gli è stata intestata la sede dell'Avis di Macerata, mentre nell'ottobre 2015 gli è stata intitolata una via della città.